# Trisomie 22
Eine Trisomie 22 ist eine durch eine Verdreifachung (Trisomie) von Erbmaterial des Chromosoms 22 hervorgerufene Behinderung auf der Grundlage einer Genommutation.
Bei Menschen mit Trisomie 22 ist das Chromosom 22 oder ein Teil davon dreifach (= trisom) statt üblicherweise zweifach (= disom) in allen oder in einem Teil der Körperzellen vorhanden. Unterschieden werden folgende Typen:
1. Freie Trisomie 22: Typus, bei dem in allen Körperzellen das Chromosom 22 komplett dreifach (trisom) vorhanden ist. Der Karyotyp der Freien Trisomie 22 lautet: 47,XX+22 bzw. 47,XY+22.
2. Translokations-Trisomie 22: Typus, bei dem in allen Körperzellen das Chromosom 22 komplett dreifach (trisom) vorhanden ist, eines der Chromosomen 22 sich jedoch an ein anders Chromosom angelagert hat. Eine Chromosomenverlagerung wird in der Genetik als Translokation bezeichnet.
3. Mosaik-Trisomie 22: Typus, bei dem nicht in allen Körperzellen das Chromosom 22 dreifach (trisom) vorhanden ist, sondern gleichzeitig eine Zelllinie mit dem üblichen disomen Chromosomensatz existiert. Das Vorliegen mehrerer Karyotypen innerhalb eines Organismus wird in der Genetik als Mosaik bezeichnet. Die meisten lebenden Kinder mit Trisomie 22 haben die Mosaik-Form, da sich Merkmale des Syndroms in Abhängigkeit vom Anteil der disomen Zellen weniger stark ausprägen und u. a. weniger schwerwiegende organische Fehlbildungen eine günstige Prognose und Lebenserwartung bedingen. Der Karyotyp der Mosaik-Trisomie 22 lautet: 46,XX/47,XX+22 bzw. 46,XY/47,XY+22.
4. Partielle Trisomie 22: Typus, bei dem die Chromosomen 22 zwar wie üblich zweifach (disom) in allen Körperzellen vorliegen, allerdings ein Teil (Part) eines der beiden Chromosomen 22 verzweifacht ist, wodurch eines der Chromosomen 22 etwas länger ist als das andere. Die Erbinformationen dieses Abschnitts liegen somit insgesamt dreifach (trisom) vor.

Lebend geborene Kinder mit Trisomie 22 haben abhängig vom vorliegenden Typus Beeinträchtigungen unterschiedlicher Art und Schwere. Meist haben sie kognitive und körperliche Behinderungen. Etwa die Hälfte aller Kinder mit partieller Trisomie 22 hat einen Herzfehler.
Das äußere Erscheinungsbild ist geprägt durch einen meist ungewöhnlich breiten Schädel mit hoher Stirn, flachem Gesicht, schnabelförmiger Nase, tief angesetzten Ohren, vergleichsweise großem Augenabstand (Hypertelorismus) und vorstehendem Unterkiefer.
Weitere durch Trisomie ausgelöste Syndrome siehe dort.